# 阿基里斯龍 (阿根廷)
阿基里斯龍屬（學名：Achillesaurus）屬於獸腳亞目的阿瓦拉慈龍科，化石發現於阿根廷里奥内格罗省的Bajo de la Carpa地層，地質年代為上白堊紀桑托階。
學名意為「阿基里斯蜥蜴」，意指化石的鑑定特徵所在處。阿基里斯龍是種大型、原始阿瓦拉慈龍類恐龍，與阿瓦拉慈龍生存於同一時代。模式標本（編號MACN-PV-RN 1116）是一個部份骨骸，包含一節薦椎、四節尾椎、部份左股骨、脛骨、足部、左腸骨。在2007年，Agustín Martinelli與Ezequiel Vera敘述、命名這些化石，並提出種系發生學研究，將阿基里斯龍歸類於阿瓦拉慈龍科，與阿瓦拉慈龍的關係不明確。阿基里斯龍有者獨特足部鑑定特徵，所以用希臘神話中，具有脆弱踝部的英雄人物阿基里斯為名。在2012年，一些研究人員指出阿基里斯龍可能是阿瓦拉慈龍的異名，兩者化石發現於相同地層，化石的差異小。

## 外部連結
- Abstract and first page of the description （页面存档备份，存于） (pdf)